# 허페이 페이추이 TV 타워
허페이 페이추이 TV 타워는 중화인민공화국 허페이 시에 위치한 높이 339m의 초고층 건물이다.